# Regiunea Zanzibar South and Central
Zanzibar South and Central este o regiune a Tanzaniei, situată pe insula Zanzibar și a cărei capitală este Koani. Are o populație de 103.000 locuitori și o suprafață de 854 km2.

## Subdiviziuni
Această regiune este divizată în 2 districte:
- Zanzibar Central
- Zanzibar South